# FC Rückpass
FC Rückpass ist eine vom ORF gedrehte Sportkomödie, die von den Träumen eines heruntergekommenen Fußballvereins und von einer großen Fußballkarriere erzählt.

## Handlung
Der Pernitzer Fußballverein, der früher stets erfolgreich war, ist in den letzten Jahren von Misserfolgen gezeichnet und wird spöttisch „FC Rückpass“ genannt. Als der alte Vereinspräsident Heinz Drabusch eines Tages stirbt, ist dies der Anlass, an der hoffnungslosen Situation des Vereins etwas zu ändern. Es soll ein neuer Trainer gefunden werden, der den Verein wieder an die Spitze führt.
Der neue Präsident und Autohändler Anton Leopold Schurbitz beginnt den Verein nach seinen Vorstellungen umzugestalten und engagiert Rainer Kovacic als Trainer, gegen den der frühere Trainer Karl Hopfberger intrigiert. Hopfberger will den Präsidiums- und Vorstandsvorsitzenden Fadinger auf seine Seite bringen, um selbst Präsident zu werden. 
Kovacic beauftragt seine Tochter Uschi, den Stürmer Roland Preissler  aus der Mannschaft aus dem Nachbarort abzuwerben, was schließlich auch gelingt. Allerdings kommt das bei den Pernitzern gar nicht gut an, unter anderem weil Preissler deren Stier Willy überfahren hat. Das erste Spiel des FC-Pernitz unter Führung von Kovacic wird ein Desaster, weil sich die Mannschaft gegen Preissler verschworen hat und ihn ohne Ball verhungern lässt.
Ilse Drabusch, die Tochter des verstorbenen Präsidenten Heinz, führt das Vereinslokal. Uschi hilft bei Ilse in der Kantine aus. Zwischen Uschi und Roland beginnt eine Affäre. Schurbitz sitzt der korrupte Ligafunktionär im Nacken. Nachdem Schurbitz kollabiert resigniert Kovacic und packt seine Koffer. Der FC Pernitz gewinnt das letzte Spiel unter Kovacic und sichert sich damit den Klassenerhalt. Hopfberger wechselt als Trainer zum SV Neusiedl-Waidmannsfeld. Vom Verbandfunktionär Raffetsberger erfährt Kovacic, dass er als früherer Trainer in der Mongolei nur mehr die dortige Staatsbürgerschaft hat. Die Polizei nimmt Kovacic schließlich in Schubhaft.

## Technik
Bei dieser Produktion drehte der ORF zum ersten Mal mit digitalen RED-Kameras.

## Folgen
1. Gruppenspiel (Erstausstrahlung 27. April 2010)
2. Achtelfinale (4. Mai 2010)
3. Viertelfinale	(11. Mai 2010)
4. Halbfinale (18. Mai 2010)
5. Finale (25. Mai 2010)